# Schweizerische Centralbahn
La Schweizerische Centralbahn (SCB), letteralmente "ferrovia centrale svizzera", era una compagnia ferroviaria della Svizzera che ha operato dal 1853 al 1903 anno in cui è stata nazionalizzata e incorporata nelle Ferrovie Federali Svizzere.

## Storia
La Schweizerische Centralbahn fu fondata il 4 febbraio 1853, a Basilea, da Johann Jakob Speiser, Achilles Bischoff e Karl Geigy. La rete ferroviaria che venne costruita dalla società unì la città di Basilea, via Liestal, ad Olten. Per superare la barriera naturale dell'Hauenstein la SCB dovette costruire un tunnel di 2,5 km, molto lungo per l'epoca, tra Läufelfingen e Trimbach (oggi sostituito da un tunnel di base di 8 km). Il nodo più importante della compagnia fu la stazione di Olten, che fu stabilita come km 0, e dalla quale iniziò la progressiva chilometrica nelle varie direzioni. Da Olten si potevano raggiungere Berna e Thun con la ferrovia Olten-Losanna; Zurigo con la ferrovia Zurigo-Olten, Bienne con la linea di base del Giura, e Lucerna con la ferrovia Olten-Lucerna.
La compagnia collegò le reti di Svizzera e Francia nel 1860 e della Germania nel 1873. Tra 1871 e 1875, la SCB e la Schweizerische Nordostbahn (Ferrovia del Nord-Est, NOB), in compartecipazione, realizzarono la Bözbergbahn via Pratteln e Brugg e tra 1873 e 1882 estesero la loro linea comune fino alla ferrovia del Gottardo e alla Aargauische Südbahn da Rupperswil e Brugg a Immensee. Nel 1902 i 333 km di rete SCB vennero inglobati nella rete delle nuove FFS.

## Materiale rotabile
Nel 1882 la società possedeva 97 locomotive a vapore, 195 carrozze e 1609 carri merci.